# Renault D-2
Již na počátku používání tanků Renault D-1 se začaly ukazovat jejich závažné nedostatky, což bylo impulsem k jeho totálnímu přepracování. Roku 1932 byl postaven první prototyp tanku Char D-2, sériová výroba začala o dva roky později. Korba nového typu tanku byla rozšířena a dostala klasickou podobu. Čelní pancíř byl účelně skloněn, celkově bylo pancéřování zesíleno. Tank byl osazen silnějším zážehovým motorem Renault o výkonu 150 hp. Podvozek tanku D-2 byl totožný s podvozkem jeho předchůdce, navíc byl chráněn pancéřovými pláty. Tank dostal novou litou věž APX-1, ve které byl instalován kanón SA-34 ráže 47 mm spolu s koaxiálním kulometem Chatellerault ráže 7,5 mm. Další kulomet byl v čelním pancíři. Celkem bylo do roku 1936 vyrobeno 50 tanků D-2.
Tanky byly bojově použity při obraně Francie roku 1940, v bojích v severní Africe, sloužily i v jednotkách svobodných Francouzů po vedením Charlese de Gaulla. Tanky ukořistěné Němci dostaly označení PzKpfw D-2 733 (f).